# باباتگو
بوبوتاغو (تاجیکستان) (به لاتین: Bobotago) یک منطقهٔ مسکونی در تاجیکستان است که در ولایت سغد واقع شده‌است.